# Dipartimento di Río Cuarto
Río Cuarto è un dipartimento argentino, situato nella parte occidentale della provincia di Córdoba, con capoluogo Río Cuarto.

## Geografia fisica
Esso confina a nord con i dipartimenti di Calamuchita e Tercero Arriba, ad est con quelli di Juárez Celman e Presidente Roque Sáenz Peña, a sud con il dipartimento di General Roca, e ad ovest con la provincia di San Luis.
Il dipartimento è suddiviso nelle seguenti pedanie: Achiras, Cautiva, Las Peñas, Río Cuarto, San Bartolomé, Tegua, Tres de Febrero.

## Società

### Evoluzione demografica
Secondo il censimento del 2001, su un territorio di 18.394 km², la popolazione ammontava a 229.728 abitanti, con un aumento demografico del 5,44% rispetto al censimento del 1991.

## Amministrazione
Nel 2001 il dipartimento comprendeva:
- 8 comuni (comunas in spagnolo):
  - Chucul
  - La Carolina
  - Las Albahacas
  - Las Peñas Sud
  - Malena
  - Suco
  - Villa El Chacay
  - Washington

- 21 municipalità (municipios in spagnolo):

- - Achiras
  - Adelia María
  - Alcira Gigena
  - Alpa Corral
  - Berrotarán
  - Bulnes
  - Chaján
  - Coronel Baigorria
  - Coronel Moldes
  - Elena
  - La Cautiva
  - Las Acequias
  - Las Higueras
  - Las Vertientes
  - Monte de Los Gauchos
  - Río Cuarto
  - Sampacho
  - San Basilio
  - Santa Catalina
  - Tosquita
  - Vicuña Mackenna